# Odet de Foix
 (mars 2019).
Odet de Foix (1485 - devant Naples, 16 août 1528), vicomte de Lautrec, dit le Maréchal de Lautrec, maréchal de France en 1511, est comte de Beaufort, vicomte de Fronsac et de Lautrec, seigneur de Coutras, aussi de Coulommiers en 1525 ; et par sa femme sire d'Orval, Bruères, Epineuil, St-Amand et Montrond, Boisbelle et Châteaumeillant, et de Lesparre, aussi de Chaource, Marais, Isles & Villemaur au bailliage de Troyes. Lieutenant général de l'armée d'Italie, il joua un rôle de premier plan dans les quatrième, cinquième, sixième et septième guerres d'Italie.

## Famille
Il est le fils aîné de Jean de Foix-Lautrec (fils de Pierre de Foix vicomte de Lautrec et de Villemur, fils cadet du comte Jean Ier de Foix et de Jeanne d'Albret, fille du connétable Charles et de Marie de Sully-Craon dame d'Orval), et de Jeanne d'Aydie (fille d'Odet et de Marie de Lescun ; héritière des seigneuries de Lescun, d'Esparros, et du Fronsadais).
Ses frères et sœur sont :
- André de Foix, sire d'Esparros (dit Lesparre), comte de Montfort et vicomte de Villemur (mort sans postérité en 1547) ;
- Thomas de Foix, qui fut aussi maréchal de France, sire de Lescun, seigneur de Coulommiers en 1521-†1525 par don de François Ier, le royal amant de sa sœur Françoise ci-après ;
- Françoise de Foix, comtesse de Châteaubriant par son mariage vers 1509 avec Jean, et qui fut la maîtresse de François Ier.

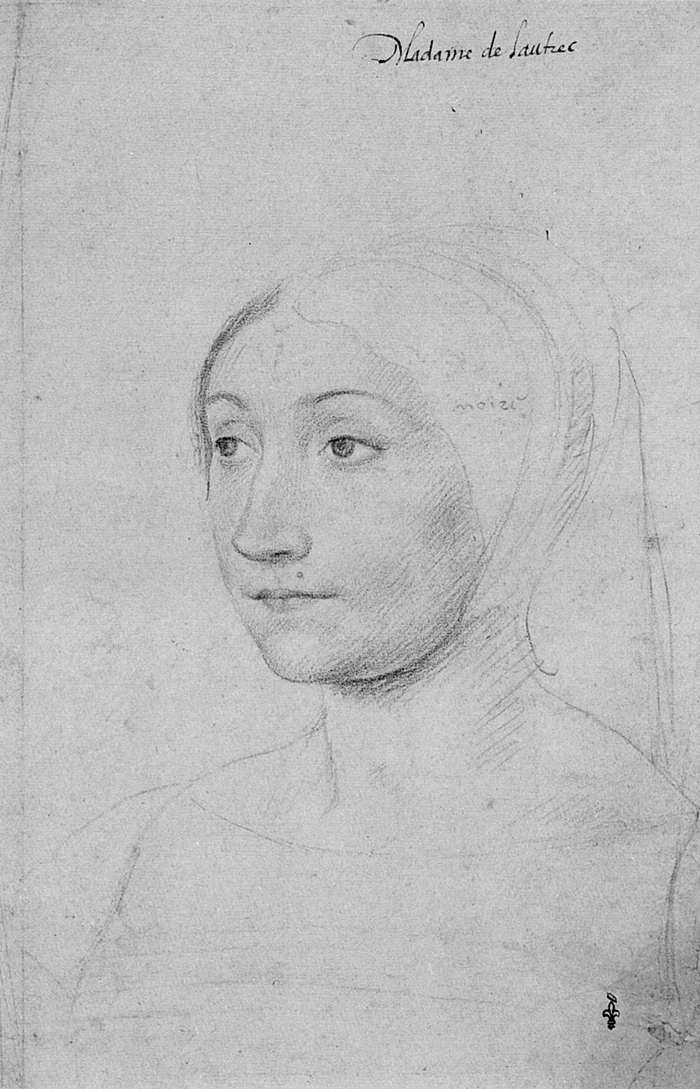
Jean Clouet, Charlotte d'Albret, dessin à la craie.

Odet de Foix épousa en 1520 sa cousine éloignée Charlotte d'Albret d'Orval, de Châteaumeillant et de Lesparre († 1526), fille de Jean d'Albret (gouverneur de Champagne), et de Charlotte de Bourgogne (comtesse de Rethel).
De ce couple naîtront quatre enfants :
- Gaston de Foix, né à Montrond le 5 février 1521, mort en 1541[4] ;
- Henry de Foix (né v. 1522), comte de Comminges, de Rethel et de Beaufort en Champagne, seigneur de Coulommiers, de Châteaumeillant (où il donne les Coutumes de Châteaumeillant vers 1539/1545) et d'Orval, était en 1533 sous la tutelle de Menaut de la Martonie, évêque de Couserans, et de Jean de Laval-Châteaubriant seigneur de Châteaubriant, son oncle par alliance, et mourut le 20 septembre 1540/1545, après avoir fait son testament le 1er août précédent à Évreux, par lequel il nommait exécuteurs le cardinal de Tournon, le seigneur de Châteaubriant, l'évêque de Couserans et le premier président du Parlement de Paris ;
- François de Foix, mort en 1540[4] ;
- Claude de Foix, héritière finale, avec en plus Villemur tenu de son oncle André. Elle épouse en 1535 Guy XVII de Laval (+1547). Remariée en 1548 à Charles de Luxembourg seigneur de Martigues, elle meurt en couches en 1548 (ou 1553 ?) laissant un fils, Henry de Luxembourg, qui mourut peu de jours après elle[5]. Son héritier principal fut Henri de Navarre, le grand-père maternel du roi Henri IV, pour Barbazan-Dessus, Lautrec et Villemur[6] ; pour Orval, Châteaumeillant et les autres fiefs berrichons, ainsi que Lesparre, Coulommiers et l'héritage champenois — Beaufort et la seigneurie d'Isles — son héritier fut son cousin germain de Nevers-Rethel-Clèves[7] ; la vicomté de Louvigny et les baronnies de Lescun et d'Esparros eurent pour héritier Paul d'Andoins (le père de Corisande) ; Fronsac avait été vendu et érigé en comté vers 1551 (puis en marquisat en 1555) au profit d'Antoine II de Lustrac (v.1490-1556), père de Marguerite de Lustrac, femme 1° de Jacques d'Albon de Saint-André, maréchal de France, puis 2° de Geoffroy de Caumont.

## Biographie
Il était chevalier de l'ordre de Saint-Michel, fut gouverneur et amiral de Guyenne, lieutenant général des armées du roi en Italie, se trouva à l'entrée que le roi Louis XII de France fit en armes en la ville de Gênes le 28 avril 1507, et fut blessé à la cuisse à l'attaque du fort de Castellaccio.
Il est fait maréchal de France le 1er mars 1511 et conduit la même année les évêques au concile de Pise. Resté en Italie, il est dangereusement blessé et laissé pour mort sur le champ de bataille de Ravenne en 1512.
Gouverneur général de Guyenne en 1512, il seconde le roi de Navarre Jean d’Albret dans les batailles visant à reconquérir son royaume annexé par Ferdinand II d'Aragon.
En 1515, il passe avec François Ier en Italie à la tête des troupes de reconnaissance, puis prévient la trahison des Suisses à Marignan. Le roi François Ier lui donne le gouvernement du duché de Milan en mars 1516; il s'empare de Brescia et Vérone et fait lever le siège de Parme en 1521. L'année suivante, ses troupes sont défaites à la bataille de la Bicoque et la perte du Milanais, où il laissait des souvenirs de terreur. Il se retire en Guyenne, dans l'une de ses maisons.
En 1523, il force, par une résistance héroïque, les Espagnols à lever le siège de Bayonne. Gouverneur du Languedoc jusqu'en 1526, il est nommé amiral de Guyenne.
Lieutenant général de l'armée de la grande ligue, qui se forme en Italie contre l'empereur Charles Quint en 1527, il reprend Gênes en août 1527, Alexandrie, et marche contre Pavie, qu'il emporte d'assaut et met au pillage le 4 octobre. Il se dirige ensuite vers Bologne, qu'il quitte le 10 janvier pour se rendre dans le royaume de Naples, en évitant Rome par l'est. Il met le siège devant  Melfi entre le 13 et 14 mars 1528, tuant environ 3 000 personnes, sans épargner femmes et enfants. Ce massacre du siège de Melfi est connu sous le nom de Pasqua di Sangue (Pâques de sang). Il assiège ensuite Naples le 1er mai de la même année, tandis que Filippino Doria, neveu d'Andrea Doria, en organise le blocus maritime.
Lautrec mourra dans la nuit du 15 au 16 août d'une "fièvre maligne" dont on ne sait s'il s'agit de la peste, du choléra, du paludisme, voire d'une combinaison de ces fièvres qui avaient décimé son armée.
Surnommé le Grand Capitaine, son éloge a été écrit par Paul Jove. Le maréchal de Montluc, au livre de ses Commentaires, dit que « monsieur de Lautrec mourut au grand regret de toute la France, laquelle n'eut jamais de capitaine doué de meilleures parties que celui-là ; mais il était malheureux & mal secouru du Roy après qu'on l'avait engagé, comme on fit à Milan & à Naples ».
Gonzalo Fernández de Córdoba (1520-1578), duc de Sessa lui fait dresser 28 ans après sa mort un superbe tombeau de marbre dans l'église de Sainte-Marie-la-Neuve de Naples, en la chapelle de Gonzalve de Cordoue.

## Armoiries
| Figure                                                | Blasonnement |
| Couronne de vicomte français · Blason de Foix-Lautrec | Écartelé : aux I et IV d'or aux trois pals de gueules (Foix) ; au II d'or aux deux vaches de gueules, accornées, colletées et clarinées d'azur passant l'une sur l'autre (Béarn), au III, d'argent à une croix pattée de gueules (Comminges). |